# Пилкати
Пѝлкати или Пелкати (срещат се и формите Пеликат, Пеликати и Пиликати, на гръцки: Μονόπυλο, Монопило, катаревуса: Μονόπυλον, Монопилон, до 1928 година: Πελκάτη, Пелкати) е село в Егейска Македония, Гърция, дем Нестрам (Несторио), област Западна Македония.

## География
Селото се намира в областта Нестрамкол на 35 километра западно от Костур, на 1080 m надморска височина в източното подножие на граничната между Гърция и Албания планина Алевица на левия бряг на река Бистрица, наричана тук Белица, над село Яновени (Янохори).

## История

### В Османската империя
Селото е основано от християнско славянско население от Епир и днешна Албания. Според преданията на старите пилкатчени Ристо Нурчовски, Атанас Катиповски и Пандо Белчо, записани след Гражданската война в Гърция, семействата на селото произхождат от Епир и Албания. Пандо Белчо разказва, че дядо му Танас Белчо, умрял в 1906 година на 100 години, носел бяла влашка носия и разказвал, че татко му е преселник от Филятес.
В края на XIX век Пелкати е българско село в Костурска каза на Османската империя, едно от петте Яновенски села. Жителите му се занимават основно с дърводобив, селско стопанство и пътували на гурбет, предимно на Атон, като дървосекачи, строители и каменоделци. Църквата „Света Матрона“ е построена в 1873 година.
В 1878 година след Гръцкото въстание в Македония заедно със съседното Слимница селото е разгромено от албанските банди на Абидин. Много от жителите му се изселват в Костур, а след като Тесалия е предадена на Гърция в 1881 година, се заселват в Мега Кесерли и Трикала.
На Етнографската карта на Битолския вилает на Картографския институт в София от 1901 година Пилкади е чисто българско село в Костурската каза на Корчанския санджак с 50 къщи.
В началото на XX век цялото население на Пелкати е под върховенството на Цариградската патриаршия. По данни на секретаря на екзархията Димитър Мишев („La Macédoine et sa Population Chrétienne“) в 1905 година в Пилкади има 400 българи патриаршисти гъркомани и в селото работи гръцко училище.
Гръцка статистика от 1905 година представя Пелкати като гръцко село с 337 жители. Според Георги Константинов Бистрицки Пилкади преди Балканската война има 40 български къщи.
В началото на XX век в района действа албанската чета на Сали Бутка, който събира пари и добитък от Яновени, Пилкати, Слимница и Тухол.

### В Гърция
След Балканската война селото влиза в Гърция. Боривое Милоевич пише в 1921 година („Южна Македония“), че Пилкати има 60 къщи славяни християни. В 1928 година селото е прекръстено на Монопилон. В същата година в селото са регистрирани 7 гърци бежанци.
В 1928 година в селото има 315 жители, като в училището учат 59 деца, а в детската градина има 24. Преди Втората световна война броят на децата се увеличава на 120, а училището е трикласно. По време на окупацията през Втората световна война през лятото на 1942 година, за да се ликвидират базите на Съпротивата, селото е изгорено от три германски батальона заедно с Омотско, Яновени и Слимница.
По време на Гражданската война селото пострадва силно и на 18 юли 1947 година напуснато от жителите си, които се изселват в източноевропейските страни. На 23 декември 1953 година землището на Пилкати е присъединено към това на Тухол.
| Година    | 1913 | 1920 | 1928 | 1940 | 1951 | 1961 | 1971 | 1981 | 1991 | 2001 | 2011 | 2021 |
| --------- | ---- | ---- | ---- | ---- | ---- | ---- | ---- | ---- | ---- | ---- | ---- | ---- |
| Население | 341  | 308  | 315  | 297  |      |      |      |      |      | 20   |      | 0    |

## Личности
Родени в Пилкати
- Христо Белчо (19 октомври 1921 – 23 декември 1945), гръцки комунист
- Пандо Влахов (1903 – 23 декември 1945), гръцки комунист, работил като строителен работник в родното си село и околните села, и като пастир; взема участие в Италиано-гръцката война; след окупацията на Гърция се включва в редовете на КПГ; на 21 септември 1943 година се включва в редиците на ЕЛАС, където става командир на отряд; след Споразумението във Варкиза се прибира в Пилкати, арестуван е на 14 септември 1945 година, но успява да избяга и до декември се укрива в близката околност на селото; заловен е на 21 декември 1945 година и след жестоки мъчения е умъртвен на 23 декември на площада в Калевища заедно с Христо Белчо[14]